# Frank Lucas (Gangster)

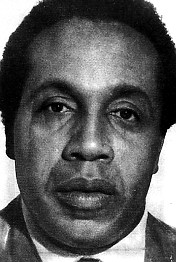
Frank Lucas (Polizeifoto, 1975)

Frank Lucas (* 9. September 1930 in La Grange, North Carolina; † 30. Mai 2019 in Cedar Grove, New Jersey) war ein US-amerikanischer Gangsterboss und Drogenhändler, der in den späten 1960er- und frühen 1970er-Jahren zu den einflussreichsten Drogenhändlern New Yorks gehörte. Bekannt wurde er vor allem für die „Cadaver Connection“, durch die angeblich über mehrere Jahre hinweg Heroin in Soldatensärgen aus Vietnam in die USA geschmuggelt wurde.

## Leben
Lucas wurde am 9. September 1930 als Sohn von Mahalee (geb. Jones) und Fred Lucas in La Grange (North Carolina) geboren und wuchs in ärmlichen Verhältnissen in Greensboro auf.
Lucas selbst gab an, dass seine Motivation für ein kriminelles Leben der Mord an seinem zwölfjährigen Cousin Obadiah war, als dieser von dem Ku-Klux-Klan aus Lucas‘ Haus verschleppt, an einen Baum gefesselt und mit einer Schrotflinte durch einen Kopfschuss ermordet wurde. Von nun an führte ihn sein Leben in die Kleinkriminalität. Im Alter von 18 Jahren floh er nach New York City, um einer Haftstrafe zu entgehen, nachdem er seinen Arbeitgeber nach einem Streit bewusstlos geschlagen und 400 US-Dollar gestohlen hatte.
In Harlem war Lucas zu Beginn als Juwelen- und Autodieb tätig und handelte mit kleineren Mengen Heroin, das er mit Milchzucker streckte, um seinen Profit zu erhöhen. Größere Mengen Heroin erwarb Lucas später bei der italienischen Mafia aus New York City und erwirtschaftete nun mehrere 10.000 US-Dollar am Tag. Zu dieser Zeit erschoss Lucas einen rivalisierenden und äußerst gefürchteten Drogenhändler namens Tango auf einem überfüllten Bürgersteig in Harlem. Tango schuldete Lucas Geld und kam dessen Forderung, seine Schulden zu begleichen, nicht nach und beleidigte ihn stattdessen. Mitte der 1960er-Jahre kam Lucas unter die Fittiche des Gangsterbosses Ellsworth „Bumpy“ Johnson, der zum „Paten von Harlem“ aufstieg, bis dieser im Jahr 1968 verstarb.
Nach Johnsons Tod begann Lucas, Pläne zu schmieden, das Monopol der italienischen Mafia in New York brechen zu können, um erfolgreicher zu werden. Er revolutionierte unmittelbar den Drogenhandel in New York City, indem er das Heroin nicht von den üblichen Mittelsmännern der Mafia, sondern direkt von den Erzeugern in Südostasien aus dem Goldenen Dreieck erwarb und es über Armeekontakte aus Vietnam in die USA schmuggeln ließ. Zu seinen wichtigsten Kontaktpersonen in Asien gehörte Leslie „Ike“ Atkinson, ein ehemaliger US-Soldat, der in Bangkok eine Bar betrieb, Kontakte zu den einheimischen Drogenerzeugern im goldenen Dreieck besaß und den Drogenschmuggel aus Vietnam heraus organisierte. Atkinson war zudem mit einer Cousine von Lucas verheiratet. Während Lucas der italienischen Mafia zuvor mehrere 10.000 US-Dollar pro Kilogramm Heroin zahlen musste, erhielt er dieses nun zum Preis von 4.500 US-Dollar mit einem Reinheitsgrad von 98 Prozent, welches er dann in fünf verschiedenen Drogenhäusern mit 60 Prozent Mannit und 40 Prozent Chinin verschneiden ließ. Dies führte zu einem Produkt, das, im Gegensatz zu dem der Konkurrenz mit üblicherweise 1 bis 5 Prozent, zu 10 Prozent rein war, und unter dem Namen „Blue Magic“ auf der Straße verkauft wurde. Ende der 1960er-Jahre galt Lucas als einer der größten Drogenhändler in Harlem, beschäftigte hunderte Menschen und verdiente bis zu einer Million US-Dollar pro Woche. Diese riesige Gewinnspanne ermöglichte es ihm, Immobilien im ganzen Land zu kaufen, einschließlich Bürogebäuden in Detroit, Wohnungen in Chicago, Los Angeles, Miami, Puerto Rico und einer Ranch in North Carolina. Er bestach eine Vielzahl korrupter Beamter, um seinen Geschäften ohne größeren Fahndungsdruck nachgehen zu können. Lucas vertraute nur Verwandten und engen Freunden aus North Carolina, da er die These vertrat, dass Menschen vom Land weniger gierig als Menschen der Großstadt seien. Deshalb spannte er diverse Verwandte, unter anderem seine fünf jüngeren Brüder Ezell, Vernon Lee, John Paul, Larry und Leevan Lucas, in seine Heroin-Operationen ein. Diese organisierten Familienmitglieder wurden später als „Country Boys“ bekannt.
Im Januar 1975 wurden Lucas und seine Frau Julianna „Julie“ Farrait-Rodriguez (geb. Farrait) während einer Razzia in seinem Haus in Teaneck, New Jersey aufgrund der Ermittlungen des Polizeibeamten Richie Roberts und der Unterstützung eines Cousins von Lucas, der Informant geworden war, festgenommen. In seinem Haus fanden die Behörden 584.683 US-Dollar in bar. Kurze Zeit später wurden auch die „Country Boys“ durch einen Fund frisch eingelieferten Heroins in einem Appartement festgenommen. Ein Jahr später, 1976, wurde Lucas nach einer bereits erhaltenen Haftstrafe von 40 Jahren wegen des Verstoßes gegen das Betäubungsmittelgesetz des Staates New Jersey zusätzlich zu einer 30-jährigen Haftstrafe auf Landesebene verurteilt und die Regierung beschlagnahmte alle seine Vermögenswerte. Nach seiner Verurteilung kooperierte er mit den Behörden. Aufgrund seiner Informationen konnten zahlreiche andere Drogenhändler, Mittelsmänner und kleinere Kriminelle im Drogenmilieu sowie korrupte Beamte angeklagt werden. Seine Haftstrafe wurde daraufhin auf 15 Jahre reduziert und schließlich zur lebenslänglichen Bewährung ausgesetzt. Zu seiner Sicherheit wurden Lucas und seine Familie in das Zeugenschutzprogramm aufgenommen. Lucas selbst bestritt bis zu seinem Tod, irgendjemanden außer korrupte Polizisten verraten zu haben und dass seine Haftstrafe nur durch ein Urteil eines Berufungsgerichts um zusätzliche 20 Jahre reduziert worden sei. Lucas‘ Frau verbrachte sechs Monate im Gefängnis, da sie während der Razzia Koffer mit zehntausenden US-Dollar aus dem Badezimmerfenster warf. Anschließend kehrte sie in ihre Heimat Puerto Rico zurück, wo sie ihre gemeinsame Tochter Francine Lucas-Sinclair mit ihren Eltern aufzog.
Im Jahr 1981 wurde Lucas aus der Haft entlassen und zog einige Monate später mit seiner Familie zurück nach New Jersey zu Lucas’ Eltern. Gemeinsam mit seiner Frau wurde er im Jahr 1984 wegen eines erneuten Drogendeliktes und des Verstoßes gegen die Bewährungsauflagen zu einer Haftstrafe verurteilt. Seine Frau erhielt eine 4-jährige und Lucas eine 7-jährige Haftstrafe und er wurde 1991 aus dem Gefängnis Metropolitan Correctional Center, New York City entlassen. Bei diesem Fall wurde er von dem nun als Strafverteidiger tätigen Richie Roberts vertreten, zu dem er auch ein freundschaftliches Verhältnis aufbaute.

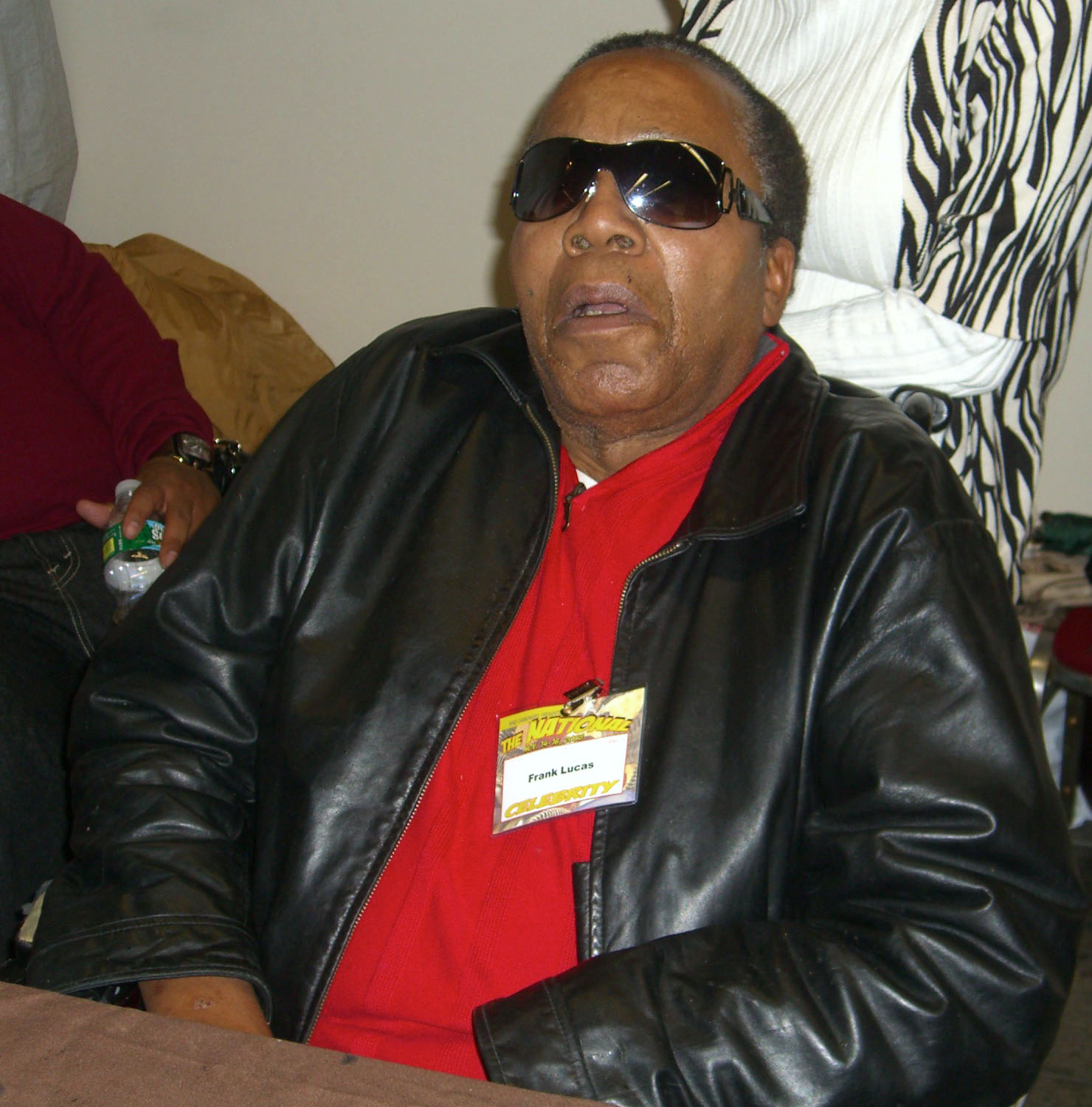
Lucas auf der Big Apple Comic Con (2008)

Lucas wurde im Jahr 2012, im Alter von 81 Jahren, zu einer 5-jährigen Bewährungsstrafe verurteilt, nachdem er sich schuldig bekannt hatte, im Jahr 2009 das US-Finanzministerium in Verbindung mit Bundesbeihilfe um 17.345 US-Dollar betrogen zu haben.

## Trivia
Bekannt wurde Lucas vor allem für die sogenannte „Cadaver Connection“, durch die laut Medien über mehrere Jahre hinweg Heroin in Soldatensärgen aus Vietnam in die USA geschmuggelt wurde. Lucas selbst leugnete die Anschuldigung, Drogen unter den Leichen amerikanischer Soldaten versteckt zu haben und gab an, dass es ausschließlich Kopien von Soldatensärgen mit falschen Böden gewesen seien. Sein südostasiatischer Kontakt, Lesley „Ike“ Atkinson, behauptete, dass er Teakholzmöbel und Militärgepäck zum Transport des Heroins benutzt habe. Lucas’ Neffe Leon „Pop“ Lassiter hingegen behauptete, dass Atkinson sogar kiloweise Heroin in Leichnamen von Soldaten unterbringen ließ und diese später in Leichenhallen und Bestattungshäusern geöffnet wurden.
Lucas gab an, 10 bis 12 nackte Frauen für den Verschnitt der Drogen beschäftigt zu haben, damit niemand heimlich etwas stehlen konnte.
Auf dem Höhepunkt seiner kriminellen Karriere soll Lucas ein Gesamtvermögen von circa 52 Millionen US-Dollar besessen haben, wobei das meiste Geld auf Banken der Cayman Islands untergebracht war.
Entgegen allen Annahmen, dass Lucas’ Frau eine ehemalige Miss-Puerto-Rico-Gewinnerin sei, bestätigten Quellen, dass der Mädchenname seiner Frau, Julie Farrait, nicht auf der Gewinnerliste von Miss Puerto Rico erscheint.
Lucas kannte diverse Berühmtheiten und war unter anderem mit dem Schwergewichts-Champion Joe Louis befreundet, der auch bei den Prozessen gegen Lucas anwesend war.
Im Erwachsenenalter gründete Lucas’ Tochter Francine eine webbasierte Organisation namens yellow brick roads, welche sich der Unterstützung und Beratung von Kindern mit inhaftierten Eltern widmet.
Im Jahr 2005 war Lucas in einen Autounfall verwickelt und brach sich dabei das Bein. Er war daraufhin über einen längeren Zeitraum auf einen Rollstuhl angewiesen, in dem er bei öffentlichen Auftritten des Öfteren zu sehen war.
2007 traf Lucas mit seinem ehemaligen Gangster-Konkurrenten Leroy Barnes, der ebenfalls ein Kronzeuge geworden war, für ein Interview des New York Magazine zusammen.

## Filme und Dokumentationen
- Sein Leben ist Gegenstand des 2007 erschienenen Films American Gangster, in dem er von Denzel Washington verkörpert wird. Frank Lucas selbst stand dem Filmteam in beratender Funktion zur Seite.
- In der ersten Folge der ersten Staffel der US-amerikanischen Dokumentationsreihe Gefährliche Gangs – Erstausstrahlung 1. November 2007 – wird (neben dem Council von Leroy Barnes) auch Frank Lucas behandelt.
- Die dritte Episode der Netflix-Krimi-Dokureihe Drug Lords behandelt Frank Lucas und seine als The Country Boys bekannte Organisation.
- In der vierten Staffel der Serie Godfather of Harlem kommt der junge Frank Lucas, gespielt von Rome Flynn, als Nebenfigur vor.